# Hapoel Gilboa Galil
Hapoʿel Gilboa Galil (hebräisch הַפּוֹעֵל גִּלְבֹּעַ גָּלִיל ha-Pōʿel Gilboʿa Galīl) ist ein israelischer Basketballverein aus Gan Ner im Regionalverband Gilboa im galiläischen Nordbezirk. Der Verein ist ein Fusionsklub aus Hapoʿel Galil Elyon und Hapoʿel Gilboa, der sich 2008 zusammenschloss. Neben dem international bekannteren Hapoʿel Jerusalem, der 2004 den ULEB Cup gewann, gehört der Verein dem Verband der israelischen Arbeitervereine Hapoʿel an. Im Unterschied zum Jerusalemer Verein ist Gilboa Galil auf nationaler Ebene erfolgreicher, da man dem dominierenden 50-fachen Meister Maccabi Tel Aviv bereits zweimal die Meisterschaft „entreißen“ konnte. Seit 1970 ist dies ansonsten nur Hapoʿel Cholon einmal gelungen. 2012 und 2013 gewann man die Balkan International Basketball League.

## Hapoʿel Galil Elyon
Hapoʿel Galil Elyon wurde 1978 gegründet und trug seine Heimspiele in der Heichal HaPais in Kfar Blum am Fuß der Golanhöhen aus. Nach einer Pokalfinalteilnahme 1987 gewann man unter Trainer Muli Katzurin im folgenden Jahr 1988 erstmals mit dem israelischen Pokalwettbewerb einen nationalen Titel. Nach einer weiteren Finalteilnahme 1990 gewann man 1992 erneut den Pokalwettbewerb. Nach dem zweiten Pokalsieg verließ Katzurin den Verein. Sein Nachfolger Pini Gershon konnte Hapoʿel nach 1990 erneut ins Meisterschaftsfinale bringen, wo man dann 1993 Hapoʿel Tel Aviv besiegte und Maccabi Tel Aviv erstmals seit 1970 nicht die Meisterschaft erringen konnte. Mit Hapoʿel Galil Elyon wurde damit erstmals überhaupt ein Verein israelischer Basketball-Meister, der nicht aus Tel Aviv kam. Während Katzurin daraufhin von Maccabi Tel Aviv verpflichtet wurde und in seine Heimatstadt zurückkehrte, verließ auch Gershon Hapoʿel Galil Elyon, kehrte aber nach einer Spielzeit für die Saison 1994/95 zurück, in der er Hapoʿel erneut ins Meisterschaftsfinale brachte, welches diesmal gegen Katzurins Maccabi verloren ging. Nachfolger von Gershon bei Hapoʿel wurde anschließend sein bisheriger Assistent David Blatt, der den Verein 1998 noch einmal ins Pokalfinale führte.
Später trainierte Gershon ebenfalls Maccabi Tel Aviv und holte Blatt erneut als seinen Assistenten. Zusammen feierte man bei Maccabi dann auch Erfolge auf internationaler Ebene und gewann zweimal die EuroLeague, wobei Blatt nach dem ersten Erfolg 2004 nach Russland gewechselt war. Später startete dann Oded Kattash von 2004 bis 2007 seine Trainerkarriere bei Hapoʿel, der auch als junger Spieler seine Karriere bei Hapoʿel begonnen hatte, bevor er zu Maccabi Tel Aviv und später Panathinaikos Athen gewechselt war. Hapoʿel Galil Elyon hatte nicht nur einen Ruf als „Sprungbrett“ für Trainer, sondern auch viele junge israelische Spieler wie Doron Sheffer, der 2008 seine Karriere bei Hapoʿel auch beendete, sowie Profineulinge aus den USA begannen erfolgreiche Karrieren bei Galil Elyon. 2008 folgte schließlich die Fusion mit Hapoʿel Gilboa.

### Bekannte Spieler
| - Doron Sheffer 1990–1993, 2007/08 - Andrew Kennedy 1991–1993, 1995–1998 - Oded Kattash 1993–1995 - Alon Stein 1995–1999, 2000/01 - Abdul Shamsid-Deen 1997 | - Ido Kozikaro 1998–2004 (2010–2012) - Demetrius Alexander 2000/01 - Rimantas Kaukėnas 2000/01 - Mark Anthony Davis 2003/04 - Sam Hoskin 2003/04 | - Lior Eliyahu 2003–2006 - Christian Dalmau 2004/05 - Chester Simmons 2006/07 - Omri Casspi 2006/07 - Rich Melzer 2007 |

### Trainer
- Muli Katzurin 1987–1992
- Pini Gershon 1992/93, 1994/95
- David Blatt 1995–1999
- Oded Kattash 2004–2007

## Hapoʿel Gilboa
Hapoʿel Gilboa stand im Schatten seines regionalen Rivalen Galil Elyon im Norden und bildete bereits von 1993 bis 2008 eine Fusion mit Hapoʿel ʿAfulah. Nach dem Abstieg aus der höchsten nationalen Spielklasse 2008 löste man die Fusion und schloss sich mit Galil Elyon zusammen.

### Bekannte Spieler
| - Tunji Awojobi 2006–2008 - / Ekene Ibekwe 2007/08 |

## Hapoʿel Gilboa Galil (seit 2008)
2008 folgte die Fusion von Hapoʿel Galil Elyon und Hapoʿel Gilboa. Der Fusionsverein trug seine Heimspiele daraufhin in der Gan Ner Sports Hall aus, die gegenüber Galil Elyons alter Heimspielstätte eine größere Kapazität hatte. Kattash kehrte daraufhin als Trainer zum Fusionsverein zurück. Im zweiten Jahr gewann man 2010 die israelische Meisterschaft. Anschließend wechselte Kattash zu Hapoʿel Jerusalem und wurde Trainerassistent der israelischen Nationalmannschaft. Nachfolger Kattashs bei Gilboa Galil wurde Assistent Lior Lubin, der die Mannschaft nach einem Halbfinalerfolg über Kattashs neuen Verein erneut ins Meisterschaftsfinale führte, welches diesmal wieder gegen Maccabi Tel Aviv verloren ging, die erfolgreich Revanche nehmen konnten für die Finalniederlage im Vorjahr. In der folgenden Saison 2011/12 erreichte man in der regulären Saison erneut den zweiten Platz. In den Play-offs um die Meisterschaft schied man diesmal jedoch früh im Viertelfinale aus. Dafür gewann man als Gastmannschaft die Balkan International Basketball League (BIBL), bei der man im Finale in eigener Halle den bulgarischen Verein Lewski Sofia schlug. Den Titel konnte man 2013 gegen den gleichen Gegner im Finale im bulgarischen Samokow verteidigen. Während anschließend Rakim Sanders und Jamar Smith wie vier Jahre zuvor schon Brian Roberts zum deutschen Meister Brose Baskets wechselten, verlor die Mannschaft unter dem neuen Trainer Sharon Drucker 2014 diesmal das Finale gegen Lewski Sofia in der BIBL.

### Bekannte Spieler
| - Brian Roberts 2008/09 - Brian Randle 2008–2010 - Gal Mekel 2008–2011 - Tony Gaffney 2009 - Isaiah Swann 2009/10 - Jeremy Pargo 2009/10 - Jack McClinton 2010/11 - Ido Kozikaro 2010–2012 | - Romeo Travis 2011/12 - Brandon Hunter 2012/13 - Rakim Sanders 2012/13 - Jamar Smith 2012/13 - Yaniv Green 2012/13 - Brandon Bowman 2013 - DeShawn Sims seit 2013 |

### Trainer
- Oded Kattash 2008–2010
- Lior Lubin 2010–2013
- Sharon Drucker 2013/14